# Erileptus
Erileptus is een geslacht van kreeftachtigen uit de klasse van de Malacostraca (hogere kreeftachtigen).

## Soort
- Erileptus spinosus Rathbun, 1893